# Deltachamber Music Festival
DeltaChamber Music Festival és un festival internacional de música de cambra que se celebra anualment durant els mesos de juliol i agost, des de 2016, a les Terres de l'Ebre, amb seu a Amposta. És reconegut com una residència artística i musical excepcional que reuneix instrumentistes del món i de Catalunya per interpretar música de cambra conjuntament.
A més de la programació musical, el festival organitza activitats paral·leles conegudes com a DeltaChamber Music Festival Arts, que busquen explorar i redescobrir les arrels de la percepció, de l'expressió i de la creativitat. El festival té l'objectiu de construir una societat més sensibilitzada, compromesa i activa a través de la música. El festival és impulsat per Laura Ruiz Ferreres i Pau Rodríguez Ruiz, ampostins amb una destacada trajectòria musical.